# Dr. Shrinker
A Dr. Shrinker amerikai death metal együttes. 1987-ben alakult a Wisconsin állambeli Milwaukee-ban. A Dr. Shrinker eleinte csak négy évig működött, 1987-től 1991-ig. 2013-ban újra összeállt a zenekar. Nevét egy 1970-es évekbeli tévésorozatról kapta. A Dr. Shrinker korábban „Gore Core”-nak nevezte a stílusát. 2017-ben feloszlott a zenekar.

## Tagok
- Jim Potter – gitár
- Jesse Kehoe – dob
- Jason Hellman – basszusgitár
- Rich Noonan – ének

## Korábbi tagok
- Chad Hensel – gitár (1988–1991)
- James Mayer – dob (1990–1991)
- Tony Brandt – dob (1990)
- Dave Priem – dob (1988–1990)
- Doug Cvetkovich – dob (1987–1988)
- Brian Rehak – dob (2013)
- Matt Grassberger – basszusgitár (1987–1990, 1991, 2013–2014)
- Scott McKillop – basszusgitár (1990)

## Diszkográfia
- Recognition (demó, 1988)
- Live (Oct 8th, 88) (demó, 1988)
- Wedding the Grotesque (demó, 1989)
- The Eponym (demó, 1990)
- Nunslaughter / Dr. Shrinker (split, 2001)
- Grotesque Wedlock (válogatáslemez, 2004)
- The Practice Sessions August 1990 (válogatáslemez, 2015)
- Contorted Dioramic Palette (album, 2015)
- Archive I (válogatáslemez, 2017)
- Archive II (válogatáslemez, 2017)
- Live Assembly of the Disinhumed (EP, 2018)